# 1998 في السويد
فيما يلي قوائم الأحداث التي وقعت خلال عام 1998 في السويد.

## سياسة

### تعيين في المنصب
- 7 أكتوبر – آنا ليند Minister for Foreign Affairs (Sweden) [الإنجليزية]‏.

### انتهاء فترة المنصب
- 1 يناير – مارغو والستروم وزير الصحة والشؤون الاجتماعية [الإنجليزية]‏.
- 7 أكتوبر – آنا ليند وزير البيئة [الإنجليزية]‏.

## ظهور
- 1 يناير – ألكازار

## مواليد

### أغسطس
- 13 أغسطس – ليزا أجاكس مغنية سويدية.

### مايو
- 13 مايو – غونار يانسون (مواليد 1907) لاعب كرة قدم سويدي.